# Чувашская энциклопедия
Чувашская энциклопедия — универсальное справочно-энциклопедическое издание в 4 томах, в котором в алфавитном порядке опубликованы сведения об административном устройстве, истории, науке и культуре Чувашской Республики, а также общественно-политической жизни, искусстве, архитектуре, экономическом развитии и природно-климатических условиях. В энциклопедии содержатся краткие биографии людей, внёсших значительный вклад в историю развития Чувашской Республики.

## История
Выпуску «Чувашской энциклопедии» предшествовало издание «Краткой чувашской энциклопедии» в 2001 году. Потом началась работа над многотомным изданием, для подготовки которого было сформировано 17 отраслевых редакций. Материал собирали, писали и готовили к печати 300 авторов: научные работники, журналисты, краеведы. Сайт электронной «Чувашской энциклопедии» запущен в 2012 году, доступ к нему осуществляется в настоящее время по адресу — http://chuvenc.ru/.

## Содержание
В энциклопедию включено около 13 тысяч статей, из которых почти 8 тысяч — тематические сведения по различным отраслям знаний, 5 тысяч — статьи об исторических личностях и современниках, уроженцах Чувашии и представителях чувашской диаспоры. Иллюстративный ряд представлен более 3 тысячами схем, карт, рисунков, фотографий.
- Том 1 : А — Е / Гл. ред.  В. С. Григорьев. — 2006. — 587 с. — 5000 экз. — содержит 3000 статей, в том числе более 1290 биографических, около 700 иллюстраций, из них около 280 цветных[2].

- Том 2 : Ж — Л / Гл. ред.  В. С. Григорьев. — 2008. — 491 с. — 5000 экз. — 2400 статей, в том числе более 140 биографических, около 550 иллюстраций, из них 225 цветных[3][4].

- Том 3 : М — Се / Гл. ред.  В. С. Григорьев. — 2009. — 683 с. — 5000 экз. — около 3100 статей, в том числе более 1280 биографических, около 650 иллюстраций, из них около 235 цветных[5].

- Том 4 : Си — Я / Гл. ред. Ю. Н. Исаев. — 2011. — 797 с. — 5000 экз. — 3520 статей, в том числе более 1390 биографических (из них около 300, не вошедших в первые три тома), около 570 иллюстраций, из них 215 цветных[6].